# Murexsul queenslandicus
Murexsul queenslandicus is een slakkensoort uit de familie van de Muricidae. De wetenschappelijke naam van de soort is voor het eerst geldig gepubliceerd in 2004 door Houart.